# Ibrahim Mbaye
Ibrahim Mbaye (Trappes, 24 de enero de 2008) es un futbolista francés que juega como delantero en el Paris Saint-Germain F. C. de la Ligue 1.

## Trayectoria
Comenzó su carrera juvenil en 2013 en el E. S. Guyancourt antes de fichar por el F. C. Versailles 78 en 2015. En 2018, con 10 años, ingresó en la Academia del Paris Saint-Germain. En la temporada 2023-24, a la edad de 16 años, ayudó al PSG sub-19 a conseguir la victoria en la eliminatoria del Championnat National sub-19, marcando contra el Olympique de Marsella en la victoria por 2-0 en semifinales y dando uno de los goles del segundo gol de Senny Mayulu en la victoria por 3-1 contra el A. J. Auxerre en la final.
El 14 de julio de 2024 fue convocado para la pretemporada con el primer equipo del Paris Saint-Germain F. C., tras haber impresionado al entrenador Luis Enrique. El 7 de agosto debutó como titular en un amistoso contra el SK Sturm Graz (2-2). A los nueve minutos de partido marcó el primer gol de la temporada del PSG tras recibir una asistencia de Marco Asensio. Tras el segundo partido de pretemporada del PSG, el 10 de agosto contra el R. B. Leipzig, en el que fue titular, Luis Enrique elogió su actuación, afirmando estar satisfecho con su juego. El 16 de agosto debutó oficialmente con el PSG, jugando la primera parte de la victoria por 4-1 en liga contra el Le Havre A. C., siendo este el primer partido de la temporada 2024-25. Se convirtió en el jugador más joven en ser titular con el PSG, con 16 años, 6 meses y 23 días, superando el récord de su compañero de equipo Warren Zaïre-Emery.

## Selección nacional
Es internacional juvenil con Francia. En el Torneo de Montaigu de 2024, ayudó a la selección sub-16 de Francia a lograr la victoria, al tiempo que ganó el premio al mejor jugador de la competición. Formó parte de la selección sub-18 de Francia que terminó tercera en el Lafarge Foot Avenir de 2024.

## Vida personal
Nacido en Francia, es de ascendencia marroquí por parte de madre y senegalesa por parte de padre.

## Estadísticas

### Clubes
Actualizado al último partido disputado el 13 de julio de 2025.
| Club                              | Div.          | Temporada     | Liga  | Liga  | Liga   | Copas nacionales | Copas nacionales | Copas nacionales | Copas internacionales | Copas internacionales | Copas internacionales | Total | Total | Total  |
| Club                              | Div.          | Temporada     | Part. | Goles | Asist. | Part.            | Goles            | Asist.           | Part.                 | Goles                 | Asist.                | Part. | Goles | Asist. |
| --------------------------------- | ------------- | ------------- | ----- | ----- | ------ | ---------------- | ---------------- | ---------------- | --------------------- | --------------------- | --------------------- | ----- | ----- | ------ |
| Paris Saint-Germain F. C. Francia | 1.ª           | 2024-25       | 9     | 1     | 0      | 1                | 0                | 0                | 2                     | 0                     | 0                     | 12    | 1     | 0      |
| Paris Saint-Germain F. C. Francia | Total club    | Total club    | 9     | 1     | 0      | 1                | 0                | 0                | 2                     | 0                     | 0                     | 12    | 1     | 0      |
| Total carrera                     | Total carrera | Total carrera | 9     | 1     | 0      | 1                | 0                | 0                | 2                     | 0                     | 0                     | 12    | 1     | 0      |

## Palmarés

### Títulos nacionales
| Título          | Club                      | País    | Año  |
| --------------- | ------------------------- | ------- | ---- |
| Ligue 1         | París Saint-Germain F. C. | Francia | 2025 |
| Copa de Francia | París Saint-Germain F. C. | Francia | 2025 |

### Títulos internacionales
| Título                       | Club                      | Sede   | Año  |
| ---------------------------- | ------------------------- | ------ | ---- |
| Liga de Campeones de la UEFA | Paris Saint-Germain F. C. | Múnich | 2025 |
| Supercopa de la UEFA         | Paris Saint-Germain F. C. | Údine  | 2025 |